# Боденец
Боденец (болг. Боденец) — село в Болгарии. Находится в Врачанской области, входит в общину Мездра. Население составляет 621 человек.

## Политическая ситуация
В местном кметстве Боденец, в состав которого входит Боденец, должность кмета (старосты) исполняет Емил Митов Иванчев (коалиция в составе 4 партий: Демократы за сильную Болгарию (ДСБ), Земледельческий народный союз (ЗНС), Союз свободной демократии (ССД), Движение за община Мездра, СЪЮЗ НА ДЕМОКРАТИЧНИТЕ СИЛИ) по результатам выборов.
Кмет (мэр) общины Мездра — Иван Аспарухов Цанов (независимый) по результатам выборов.